# Luis Ayala
Luis Alberto Ayala Salinas (Santiago del Cile, 18 settembre 1932 – Houston, 4 settembre 2024) è stato un tennista cileno.

## Biografia
Tennista destrimane, fu un ottimo giocatore degli anni cinquanta e sessanta. Ottenne i suoi migliori risultati nei tornei sulla terra.

Al Roland Garros tra il 1958 e il 1960 raggiunse due finali e una semifinale non riuscendo però a conquistare il torneo venendo sconfitto prima da Mervyn Rose e poi da Nicola Pietrangeli.

Agli Internazionali d'Italia raggiunse 5 finali, due in singolare nel 1959 e 1960 vincendo però solo la prima contro Neale Fraser e tre finali in doppio misto insieme a Thelma Coyne vincendo nel 1956 e 1957 ma venendo sconfitti nel 1958.

Ottenne buoni risultati anche sull'erba raggiungendo per tre volte i quarti di finale a Wimbledon e due volte agli U.S. National Championships.

Fu capitano della squadra cilena che nella Coppa Davis 1976 raggiunse la finale poi persa contro l'Italia per 4-1, divenendo il detentore del record del maggior numero di vittorie, in totale e in singolare, per la sua nazione in Coppa Davis.

## Statistiche

### Singolare

#### Vittorie (3)
| Numero | Anno | Torneo                        | Superficie  | Avversario in finale | Punteggio          |
| 1.     | 1959 | Internazionali d'Italia, Roma | Terra rossa | Neale Fraser         | 6-3, 3-6, 6-3, 6-3 |
| 2.     | 1959 | Swedish Open, Båstad          | Terra rossa | Ramanathan Krishnan  | 6-1, 6-1, 5-7, 6-1 |
| 3.     | 1960 | Swedish Open, Båstad          | Terra rossa | Ramanathan Krishnan  | 6-1, 6-0, 6-4      |

#### Finali perse (5)
| Numero | Anno | Torneo                            | Superficie  | Avversario in finale | Punteggio               |
| 1.     | 1956 | SAP Open, San Jose                | Cemento     | Ashley Cooper        | 4-6, 6-3, 6-4, 6-4      |
| 2.     | 1958 | Internazionali di Francia, Parigi | Terra rossa | Mervyn Rose          | 6-3 6-4 6-4             |
| 3.     | 1960 | Internazionali d'Italia, Roma     | Terra rossa | Barry MacKay         | 7-5, 7-5, 0-6, 0-6, 6-1 |
| 4.     | 1960 | Internazionali di Francia, Parigi | Terra rossa | Nicola Pietrangeli   | 3-6 6-3 6-4 4-6 6-3     |
| 5.     | 1961 | German Open Hamburg, Amburgo      | Terra rossa | Rod Laver            | 6-2, 6-8, 5-7, 6-1, 6-2 |

### Doppio

#### Vittorie (1)
| Numero | Anno | Torneo              | Superficie | Compagno   | Avversari in finale | Punteggio |
| 1.     | 1954 | Rogers Cup, Toronto | Cemento    | Lorne Main |                     |           |

#### Finali perse (2)
| Numero | Anno | Torneo             | Superficie | Compagno      | Avversari in finale          | Punteggio       |
| 1.     | 1956 | SAP Open, San Jose | Cemento    | Ulf Schmit    | Sidney Schwartz Hugh Stewart | 6-4, 3-6, 7-5   |
| 2.     | 1957 | SAP Open, San Jose | Cemento    | Sven Davidson | Kurt Nielsen Bob Howe        | 4-6, 22-20, 6-3 |

### Doppio misto

#### Vittorie (3)
| Numero | Anno | Torneo                            | Superficie  | Compagna     | Avversari in finale             | Punteggio     |
| 1.     | 1956 | Internazionali d'Italia, Roma     | Terra rossa | Thelma Coyne | Shirley Bloomer Giorgio Fachini | 6-4, 6-3      |
| 2.     | 1956 | Internazionali di Francia, Parigi | Terra rossa | Thelma Coyne | Doris Hart Bob Howe             | 4-6, 6-4, 6-1 |
| 3.     | 1957 | Internazionali d'Italia, Roma     | Terra rossa | Thelma Coyne | Shirley Bloomer Robert Howe     | 6-1, 6-1      |

#### Finali perse (1)
| Numero | Anno | Torneo                        | Superficie  | Compagna     | Avversari in finale             | Punteggio     |
| 1.     | 1958 | Internazionali d'Italia, Roma | Terra rossa | Thelma Coyne | Shirley Bloomer Giorgio Fachini | 4-6, 6-2, 9-7 |